# Veteropsyche gelhausi
Veteropsyche gelhausi is een fossiele soort schietmot uit de familie Polycentropodidae.